# 나카가와촌 (나가노현 히가시치쿠마군)
나카가와촌(일본어: 中川村)은 일본 나가노현 히가시치쿠마군에 있던 촌이다. 현재의 마쓰모토시, 지쿠호쿠촌에 해당한다.

## 역사
- 1874년 1월 23일 - 나카가와촌이 성립하였다.
- 1876년 8월 21일 - 나가노현에 소속되었다.
- 1879년 1월 4일 - 군구정촌 편제법에 의해 히가시치쿠마군에 소속되었다.
- 1889년 4월 1일 - 정촌제 시행에 의해 나카가와촌이 단독으로 자치체를 형성하였다.
- 1955년 4월 1일 - 니시키베촌, 나카가와촌, 고조촌, 아이다촌과 합병해 시가촌이 성립하여, 동일 나카가와촌은 폐지되었다.

## 교통

### 도로
- 국도 제143호선

## 참고문헌
- 角川日本地名大辞典 20 長野県